# Pterorhinus waddelli
Pterorhinus waddelli là một loài chim trong họ Leiothrichidae.